# Anisomysis omorii
Anisomysis omorii är en kräftdjursart som beskrevs av Murano och Nobuyuki Fukuoka 2003. Anisomysis omorii ingår i släktet Anisomysis och familjen Mysidae. Inga underarter finns listade i Catalogue of Life.